# Muzeum Motoryzacji Topacz w Ślęzie
Muzeum Motoryzacji Topacz w Ślęzie – prywatne muzeum, położone we wsi Ślęza k. Wrocławia. Placówka jest prowadzona przez Towarzystwo Automobilowe Topacz, a jej siedzibą są pomieszczenia hotelu Zamek Topacz Hotel & Spa, działającego na terenie tutejszego zespołu dworskiego.
W ramach muzealnej ekspozycji prezentowanych jest ok. 130 pojazdów - samochodów i motocykli, wśród których są m.in.:
- samochody przedwojenne (Benz Patent-Motorwagen Nummer 1, Buick B25, Ford Model T, Fiat 508, Rolls Royce Phantom II, Rolls Royce 20/25HP),
- polskie i zagraniczne samochody, produkowane w krajach demokracji ludowej w latach 1945 - 1989 (m.in. Warszawa, Syrena, Nysa, Mikrus, Fiat 126, Škoda Octavia, Zaporożec 968),
- powojenne samochody marek zachodnioeuropejskich (m.in. Bentley Mark VI, Jaguar E-Type, Rolls-Royce Corniche, Volkswagen, Maserati, Alfa Romeo) oraz amerykańskich (m.in. Buick Electra, Ford Thunderbird, Studebaker Hawk, Ferrari, Maserati[potrzebny przypis]),
- motocykle produkcji polskiej (Sokół 1000, MOJ, Podkowa, Perkun, Junak, SHL, WSK) oraz zagranicznej (Harley-Davidson, BSA, NSU).

Oprócz działalności wystawienniczej, muzeum oferuje również wynajem sprawnych technicznie pojazdów. Jest również organizatorem, odbywającego się od 2012 roku we Wrocławiu Zlotu Motoclassic.